# Friedrich von Bodenstedt
Friedrich Martin von Bodenstedt, né le 22 avril 1819 à Peine et mort le 18 avril 1892 à Wiesbaden est un écrivain et metteur en scène de théâtre prussien.

## Biographie
Friedrich Bodenstedt était le fils d'un brasseur de Peine, August Friedrich Bodenstedt (1783-1850) et de sa femme Johanne Dorothee, née Düvel (1787-1872).
Après un apprentissage commercial à Brunswick, il étudie la philosophie et la philologie à l'université de Göttingen. En 1840, il se rend en tant qu'enseignant à Moscou, où il apprend le russe et, en 1843, à Tiflis où il est initié aux langues du Caucase par le poète azerbaïdjanais Mirzä Šäfi Vazeh (1794-1852).
En 1846, il revient en Allemagne. Il vit les événements de Vienne en 1848 et les décrit plus tard dans ses mémoires. Il effectue ensuite un voyage en Italie et exerce une activité de journaliste à Trieste, Brême et Cassel.
À partir de 1854, il est professeur de slavistique et de vieil anglais à Munich. Peu de temps après, il se rend en Angleterre où il étudie à partir de 1858 Shakespeare et publie ses œuvres en trois volumes. Il devient ensuite directeur artistique du théâtre de la Cour (de) à Meiningen. Il recrute l'actrice Ellen Franz, la future épouse du duc Georges II de Saxe-Meiningen-Hildburghausen, ce qui conduit le « duc du théâtre » à l'anoblir.
Après Meiningen, il vit temporairement à Altona et à Berlin avant de s'installer de 1878 jusqu'à sa mort à Wiesbaden. Il entreprend encore une tournée de conférences à travers les États-Unis qu'il publie. Il repose au cimetière du Nord de Wiesbaden

## Galerie

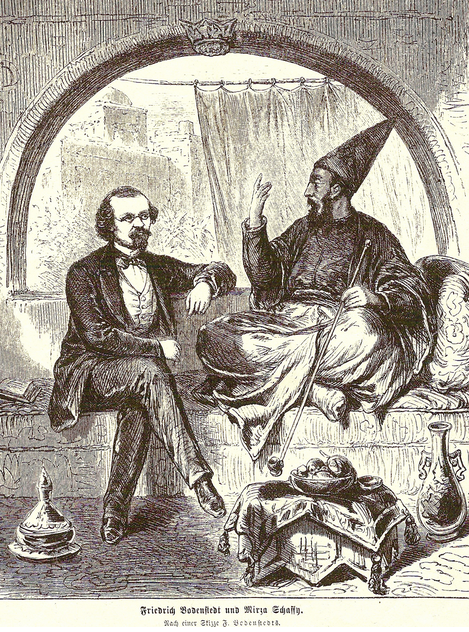
Avec Mirzä Šäfi Vazeh
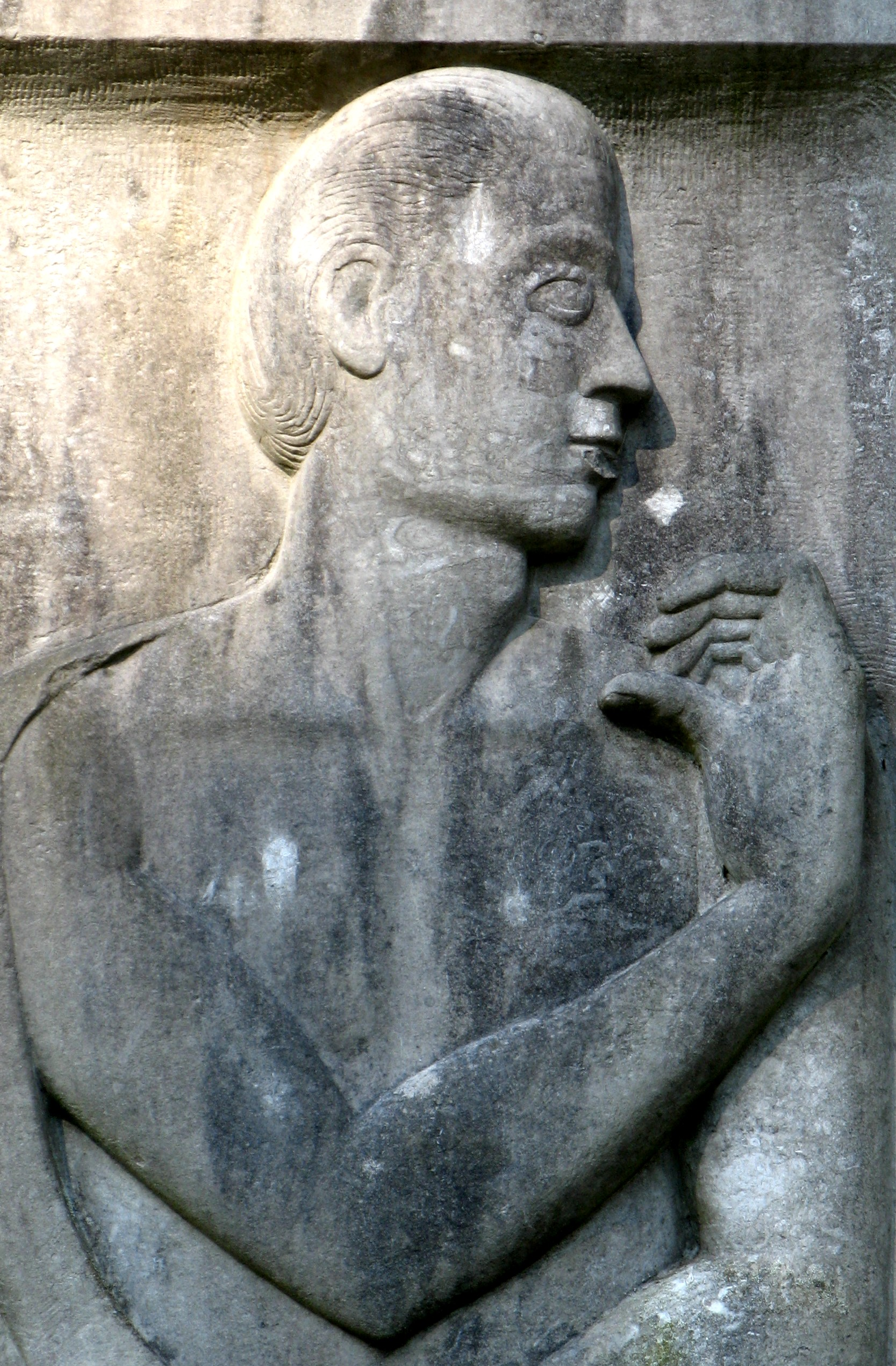
Monument à Friedrich Bodenstedt (Wiesbaden)

## Œuvres
Ses Chants de Mirza Chafi (1851) rencontrent un vif succès. Ils ont connu plus de 160 éditions, y compris les traductions. Ludwig Ammann indique que Les Chants de Mirza Chafi sont la publication orientaliste la plus populaire du XIXe siècle. Ils paraissent d'abord pendant les troubles de 1848, sous le nom d'Hégire dans le livre Mille et un jours en Orient (1850), dans lequel Bodenstedt décrit ses expériences de voyage dans le Caucase et en Arménie. Dans le recueil de chants L'Héritage de Mirza Chafi (1874, 17e édition en 1891, explique la genèse de ses poèmes.
Ses œuvres complètes (Gesammelte Schriften) ont été publiées à Berlin en 1862, en 12 volumes :
- Volumes 1–3. Milles jours en Orient (Tausend und ein Tag im Orient).
- Volumes 4–7. Traductions de poètes russes : Alexandre Pouchkine, Mikhaïl Lermontov, Alexeï Koltsov, etc.
- Volume 8. William Shakespeare's Sonette.

Volumes 9–11. Contes anciens et nouveaux (Alte und neue Gedichte).
- Volume 12. D'Est et d'Ouest (Aus Ost und West)